# Flora Purim
Flora Purim (ur. 6 marca 1942 w Rio de Janeiro) – brazylijska wokalistka jazzowa. Uczestniczyła w nagraniu pierwszych albumów stworzonej przez Chicka Coreę grupy Return To Forever, w tym uznawanego za początek stylu fusion albumu Return to Forever. Koncertowała i nagrywała z wieloma uznanymi muzykami jazzowymi, takimi jak Chick Corea, Dizzy Gillespie, Gil Evans, Stan Getz, Santana, Stanley Clarke i Jaco Pastorius.
Posiada unikatowy głos o skali 6 oktaw.
Dwukrotnie koncertowała w Polsce: w latach 2005 i 2010.
Była dwukrotnie nominowana do nagrody Grammy.

## Zarys biografii
Dorastała w rodzinie muzycznej, rodzice byli muzykami poważnymi. Ojciec, z pochodzenia Rumun, grał na wiolonczeli. Matka, z pochodzenia Brazylijka, była pianistką.
Wyszła za mąż za brazylijskiego perkusistę jazzowego Airto Moreirę. Pod koniec lat 60. wspólnie wyjechali z Brazylii i osiedlili się w Stanach Zjednoczonych.

## Ciekawostki
Polską Florą Purim była nazywana Urszula Dudziak. Obie wokalistki pojawiły się w połowie lat 70. na amerykańskiej scenie jazzowej. Były często porównywane. Przyjechały do Ameryki z dalekich krajów, podobnie śpiewały i eksperymentowały ze wspomaganiem oraz przetwarzaniem głosu przez urządzenia elektroniczne. Artystki znają się, wspólnie koncertowały i nagrywały. W 1975 Urszula Dudziak wzięła udział w nagraniu jednej z ważniejszych płyt Flory Purim Encounter.

## Dyskografia

### Płyty solowe
- 1964: Flora e MPM (RCA Brasil)
- 1973: Butterfly Dreams (Milestone)
- 1974: 500 Miles High (Milestone)
- 1974: Stories To Tell (Milestone)
- 1976: Open Your Eyes You Can Fly (Milestone)
- 1976: Encounter (Milestone) – z udziałem Urszuli Dudziak
- 1977: Nothing Will Be as It Was...Tomorrow (Warner Bros.)
- 1978: Everyday Everynight (Warner Bros.)
- 1978: That’s What She Said (Milestone)
- 1979: Carry On (Warner Bros.)
- 1988: The Midnight Sun (Virgin)
- 1992: Queen of the Night (Sound Wave)
- 1995: Speed of Light (B&W Music)
- 2000: Flora Purim sings Milton Nascimento (Narada)
- 2001: Perpetual Emotion (Narada)
- 2003: Speak No Evil (Flora Purim’s album) (Narada)
- 2005: Flora’s Song (Narada)

### Na płytachAirto Moreira
- 1985: Three Way Mirror (Reference Recordings)
- 1985: Humble People (Concord)
- 1986: The Magicians (Concord Crossover)
- 1988: The Colours of Life (In+Out)
- 1989: The Sun Is Out (Concord)

### Z grupą Fourth World
- Live at Ronnie Scott’s (Fourth World album) (1992)
- Fourth World (1994)
- Fourth World [live] (1995)
- Encounters of the Fourth World (1995)
- Last Journey (1999)

### Gościnnie
- Duke Pearson – How Insensitive (1969)
- Duke Pearson – It Could Only Happen with You (1970)
- Chick Corea and Return to Forever – Return to Forever (1972)
- Chick Corea and Return to Forever – Light as a Feather (1972)
- Santana – Welcome (1973)
- Santana – Borboletta (1974)
- Hermeto Pascoal – Slaves Mass (1976)
- Opa (band)|OPA – Magic Time (1977)
- P.M. Dawn and Airto – Red Hot + Rio – „Non-Fiction Burning” (1996)
- Lawson Rollins – Infinita (2008)
- Lawson Rollins – Espirito (2010)